# Піндаро де Карвалью Родрігес
Піндаро де Карвалью Родрігес (порт. Píndaro de Carvalho Rodrigues, 1 червня 1892, Сан-Паулу, Бразилія — 30 серпня 1965, Ріо-де-Жанейро, Бразилія) — бразильський футболіст, що грав на позиції захисника. По завершенні ігрової кар'єри — тренер.
Виступав, зокрема, за клуб «Фламенго», а також національну збірну Бразилії.
П'ятиразовий переможець Ліги Каріока. У складі збірної — переможець чемпіонату Південної Америки. 

## Клубна кар'єра
У футболі дебютував 1910 року виступами за «Флуміненсе», в якому провів один сезон. 
1912 року перейшов до «Фламенго», за який відіграв 10 сезонів. В його складі був одним з головних бомбардирів команди, маючи середню результативність на рівні 0,63 голу за гру першості. Завершив професійну кар'єру футболіста виступами за команду «Фламенго» у 1922 році.

## Виступи за збірну
1914 року дебютував в офіційних матчах у складі національної збірної Бразилії. Всього провів у складі збірної 6 матчів з 1914 по 1919 рр.
У складі збірної був учасником Чемпіонату Південної Америки 1919 року в Уругваї, здобувши того року титул континентального чемпіона. 

### Матчі в складі збірної
20 вересня 1914 р. в Буенос-Айресі проти Аргентини, 0:3 (товариський матч)

27 вересня 1914 р. в Буенос-Айресі проти Аргентини, 1:0 (Кубок Рока)

11 травня 1919 р. в Ріо-де-Жанейро проти Чилі, 6:0 (Копа Америка 1919)

18 травня 1919 р. в Ріо-де-Жанейро проти Аргентини, 3:1 (Копа Америка 1919)

25 травня 1919 р. в Ріо-де-Жанейро проти Уругваю, 2:2 (Копа Америка 1919)

29 травня 1919 р. в Ріо-де-Жанейро проти Уругваю, 1:0 в додатковий час (Копа Америка 1919)

## Кар'єра тренера
Розпочав тренерську кар'єру, повернувшись до футболу після невеликої перерви, 1930 року, очоливши тренерський штаб збірної Бразилії, з якою поїхав на перший в історії чемпіонат світу в Уругваї.

### Матчі на чолі збірної
17 липня 1930 р. в Монтевідео проти Югославії, 1:2 (ЧС-1930)

22 липня 1930 р. в Монтевідео проти Болівії, 4:0 (ЧС-1930)

1 серпня 1930 р. в Ріо-де-Жанейро проти Аргентини, 3:2 (товариський матч)

10 серпня 1930 р. в Ріо-де-Жанейро проти Югославії, 4:1 (товариський матч)

17 серпня 1930 р. в Ріо-де-Жанейро проти США, 4:3 (товариський матч)
Помер 30 серпня 1965 року на 74-му році життя у місті Ріо-де-Жанейро.

## Титули і досягнення
- Переможець Ліги Каріока (5):

«Флуміненсе»: 1911
«Фламенго»: 1914, 1915, 1920, 1921
- Переможець чемпіонату Південної Америки (1): 1919